# Gilles Grangier
Gilles Grangier (París, 5 de mayo de 1911-Suresnes, 27 de abril de 1996) fue un director y guionista cinematográfico francés.
Nacido en París, dirigió 55 películas y varias series televisivas entre 1943 y 1985. Su film Archimède le clochard compitió en el noveno Festival Internacional de Cine de Berlín, ganando Jean Gabin el Oso de Plata al mejor actor.
Grangier falleció en 1996 en Suresnes, Francia. 

## Selección de su filmografía
- The Straw Lover (1951)
- L'Amour, Madame (1952)
- Faites-moi confiance (1954)
- Poisson d'avril (1954)
- La Desordre et la Nuit (1958)
- Archimède le clochard (1959)
- Le Gentleman d'Epsom (1962)
- Les Bons Vivants (1965)
- Train d'enfer (1965)
- Quentin Durward (1971, serie televisiva)